# Kõrkküla (Aseri)
Kõrkküla − wieś w Estonii, w prowincji Virumaa Wschodnia, w gminie Aseri.